# Cayetano Carlos María Borso di Carminati
Cayetano Carlos María Borso di Caminati fou un general espanyol d'origen italià, afusellat a Saragossa el 1841.
Aquest militar es distingí des dels anys 1833 a 1840, batent-se en favor de la reina Isabel II contra els carlins, especialment contra la partides formades pels generals Ramon Cabrera i Grinyó, a qui a les ordres d'Evaristo San Miguel el 31 d'octubre de 1836 va prendre de Cantavella, la capital carlina del front del Maestrat, i els seus lloctinents Josep Miralles Marín el Serrador, a qui va fer aixecar el setge de Llucena en 1837 Francesc Tallada i Forcadell, al qual va vèncer en la batalla de Xèrica el 15 d'octubre de 1838.
Compromès en la conspiració ordida a Saragossa contra la reina regent, es pronuncià al capdavant de diversos batallons. Fet presoner, i tornades a l'obediència les tropes revoltades, fou passat per les armes.